# TV.com
TV.com war eine Website von CBS Interactive (CBS Corporation). Die Website umfasste Fernsehen und konzentrierte sich auf englischsprachige Sendungen, die in Australien, Kanada, Irland, Japan, Neuseeland, den Vereinigten Staaten und dem Vereinigten Königreich ausgestrahlt wurden. Es betonte Benutzer-generierten Inhalt. Australien und UK Versionen der Website waren auch verfügbar, auf au.tv.com und uk.tv.com, beziehungsweise.

## Historie
Ursprünglich erwarb CNET den Domain-Namen (unter anderen generischen Domain-Namen wie news.com, radio.com etc.) in der Mitte der 1990er Jahre, um eine Website für das Unternehmen zu hosten. Eine dieser Shows wurde TV.com betitelt. Das Programm, Hervorhebung der besten des Internets für neue und Casual-Computer-Nutzer, ausgestrahlt in der US-Syndication.
CNET erwarb dann TV Tome, eine Fan-run-TV-Datenbank. TV.com wurde wenige Monate nach der Akquisition am 1. Juni 2005 veröffentlicht. Viele der Features und Inhalte von der ursprünglichen TV Tome-Website wurden in der neuen TV.com-Website gepflegt.
Am 15. Mai 2008 kündigte CBS seinen Kauf von CNET Networks an, und das Unternehmen änderte seinen Namen in CBS Interactive.
TV.com betrachtete fortlaufend die Innovation des Fernseh-Erlebnisses, indem es es mit Technologie integrierte, wie mit der Erstellung von WatchList geschehen. Dieser Service bot personalisierte TV-Listen beeinflusst durch User-Aktionen und Social Media, die es schließlich auf die Schaffung von TV.com Relay übertrugen.
Laut des englischen Wikipedia-Eintrags ist die Seite seit Beginn 2019 nicht mehr aktualisiert worden und am 28. Juni 2021 "stillgelegt" worden, ohne irgendwelche Weiterleitungen. Aufrufe führen zum Fehler "Seite wurde nicht gefunden". Weitere Belege fehlen leider.

## Eigenschaften
TV.com bot Showbeschreibungen, Cast- und Crew-Listen, komplette Episoden, Clip-Länge Videos, Diskussionsforen und ausführliche Episodenguides für viele Shows. Episodenguides konnten Synopsis-Informationen, eine Zusammenfassung, Credits, Notizen, Trivia, Zitate und Bilder enthalten, die von den Netzwerken bereitgestellt wurden. Alle Textinformationen in den Guides wurden vom Benutzer generiert.
Benutzer verdienten Punkte für die Teilnahme. Nachdem ein/-e Benutzer/-in eine bestimmte Anzahl von Punkten verdiente, wurde er/sie zum Herausgeber des Leitfadens und konnte Nutzereinreichungen moderieren.
Die Website bot Schauspieler-Führer, die Schauspieler-Bios, Kredite, Trivia und Zitate, Bilder, Foren und verwandte Nachrichten enthielten.
Neben der benutzerdefinierten Datenbank für TV-Informationen erstellte TV.com originale redaktionelle Inhalte und Besonderheiten für bemerkenswerte TV-Events wie Comic-Con, Saisonfinale, Shows, Vor- und Feiertage.

### Mobile App
Die mobile Anwendung der Website ermöglichte es Benutzern, Video-Inhalte, einschließlich Clips und voller Länge Episoden, direkt auf ihr Gerät zu streamen.

### Relay
TV.com Relay war ein Social-TV-Check-in-Anwendung, die über mobile Netzwerke und Web verfügbar war.